# Chathamfarnsänger
Der Chathamfarnsänger (Poodytes rufescens, Syn.: Megalurus rufescens, Bowdleria rufescens), früher Chatham-Grassänger, ist eine ausgestorbene Vogelart, die auf Pitt Island und Mangere Island (Chatham-Inseln) endemisch war. Seine nächsten noch existierenden Verwandten sind der Farnänger oder Matata (Poodytes punctatus) und der Snaresfarnsänger (Poodytes caudatus). Manche Wissenschaftler betrachteten ihn als Unterart des Matatas und gaben ihm die wissenschaftlichen Namen Megalurus punctatus rufescens oder Megalurus punctatus rufescens. Während er in der Vergangenheit oft in die eigene Gattung Bowdleria klassifiziert wurde, wird er in aktuellen Systematiken (z. B. IOC World Bird List) in die australasiatischen Gattung Poodytes eingeordnet.

## Beschreibung
Der Chathamfarnsängerr erreichte eine Länge von 18 cm und hatte eine Flügellänge von 5,9 bis 6,7 cm. Er unterschied sich von anderen Schilfsteiger-Arten vor allem durch eine ungepunktete weiße Unterseite, eine kastanienrote Haube, einen deutlichen weißen Backenfleck und einen dunkelbraunen Rücken. Über seine Lebensweise ist nichts bekannt.

## Aussterben
1868 entdeckte der neuseeländische Naturforscher Charles Traill auf Mangare Island das erste Individuum des Chathamfarnsängers und erschlug es mit einem Stein. Er sandte dieses Exemplar an den renommierten neuseeländischen Ornithologen Walter Buller, der diesen Vogel 1869 als neue Art beschrieb. 1871 wurde die Population als ziemlich häufig auf Mangare, aber reduziert auf Pitt Island beschrieben. Die Gründe für sein Aussterben waren offenbar das Abbrennen des Buschlandes, die Überweidung durch Ziegen und Kaninchen sowie das Nachstellen durch verwilderte Katzen. 1895 wurde das letzte Exemplar für eine Museumskollektion von Lord Rothschild, geschossen und seit dem Jahre 1900 gilt er als ausgestorben.
Museumsexemplare befinden sich heute in Auckland, Cambridge (Massachusetts), Berlin, Chicago, Christchurch, London, Liverpool, New York City, Paris, Pittsburgh und Stockholm.